# Bombesina
Les bombesines constitueixen un grup de neuropèptids que comprèn un gran nombre de pèptids (tetradecapèptids) originalment aïllats de la pell de batracis, en qui estimula la contracció de la musculatura llisa uterina, ureteral i bronquial, la secreció pancreàtica exocrina i endocrina i l'alliberament de l'hormona de creixement, la prolactina i la renina.
Posteriorment es va trobar que a més estan àmpliament distribuïts en el teixit nerviós i les cèl·lules endocrines gàstriques i intestinals, que participa en diversos fenòmens biològics, com la hipotèrmia, la regulació de la secreció de gastrina i colecistoquinina i la motilitat intestinal.
S'ha localitzat la bombesina en diferents teixits dels mamífers: pulmó, tracte gastrointestinal i teixit cerebral. Dins del teixit nerviós sembla que l'hipotàlem és la zona amb un major contingut.

## Subfamílies de la bombesina

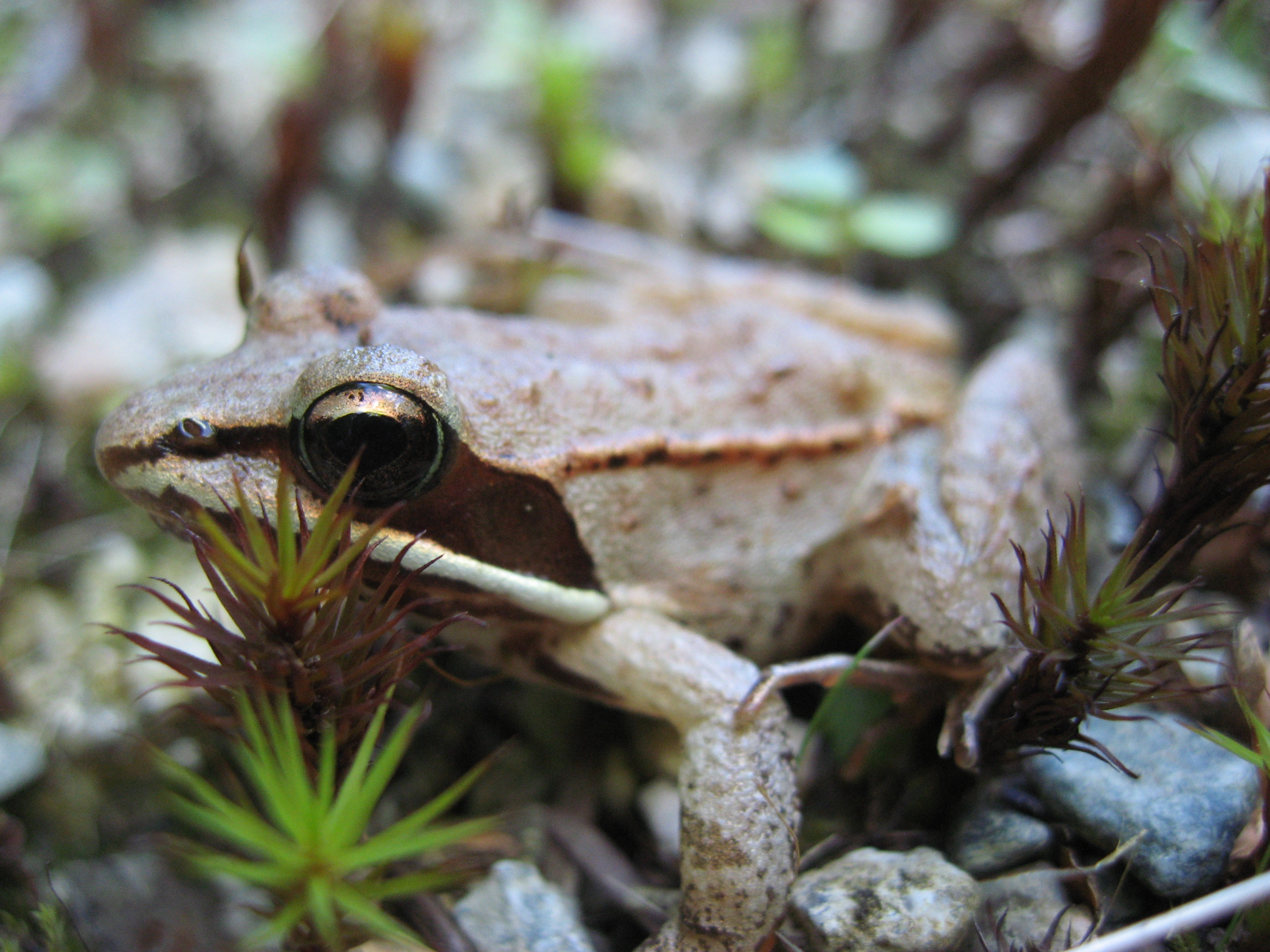
La granota de bosc

La família de les bombesines inclou les d'origen batraci i les d'origen mamífer. Entre les primeres trobem 3 subfamílies:
1. El grup de les bombesinas pròpiament esmentat que comprèn la bombesina (BN), un pèptid amb 14 aminoàcids, aïllat el 1971 per Anastasi, potent agent neuroregulador provinent dels gripaus europeus de ventre colorit: Bombina bombina, B variegate i B orientalis i l'alitesina trobada en el gripau llevador comú Alytes obstetricans.
2. El grup de les ranatensines inclou la ranatensina aïllada de la Rana pipiens, que generalment és utilitzada per a dissecció al laboratori, a les litorines i a les rodeilitorines.
3. El grup de les Leu(8) i Phe(8) filolitorinas. Les principals bombesines d'origen mamífer són dues: el pèptid alliberador de la gastrina (GRP) i la neuromedina B (NMB) la funció de la qual encara no està perfectament establerta. A la pell dels batracis coexisteixen la BN i el GRP el que demostra que són diferents però amb estructura homòloga i activitat biològica semblant pel qual es considera que el GRP és l'equivalent en els mamífers a la BN.

## Funcions
La funció principal de les hormones peptídiques GRP i BN és alliberar a la gastrina secretada a la sang per les cèl·lules G que es troben principalment a l'antre gàstric.
Altres funcions de les GRP i BN són: 
- Actuar sobre teixits perifèrics i sistema nerviós central.
- Estimular l'alliberament d'hormones gastrointestinals.
- Augmentar les concentracions de gastrina plasmàtica, polipèptid pancreàtic, glucagón, insulina i pèptid gastro-inhibidor.
- Mantenir els cicles circadiants.

D'altra banda, estimula la contracció de la vesícula biliar i de la musculatura llisa de la paret gastrointestinal i inhibeix el buidament gàstric.
També provoca broncoconstricció, alliberament d'eritropoyetina i estimulació del sistema renina-angiotensina.
A nivell central, tenen un efecte hipotèrmic i hiperglicèmic, aquest últim a causa de l'alliberament de catacolamines des de la medul·la suprarenal. Aquesta acció és bloquejada per mitjà de la somatostatina.
S'ha comprovat que inhibeix la formació d'úlceres gàstriques induïdes per estrès si és administrada intracerebralment, ja que eleva el pH gàstric a nivells neutres evitant la secreció d'àcids grassos i de pepsina, i estimulant la mucosa i la secreció d'hidrogencarbonat.
A nivell bioquímic i conductual sembla que controla la glucorregulació, l'activitat gastrointestinal, la gana i la termoregulació.
Per la seva localització en el sistema nerviós sembla que actua també com a neurotransmissor.

## Estructura
Els pèptids semblants a les bombesines són sintetitzats com a precursors proteics i per acció enzimàtica es transformen a la forma madura amb 8-14 aminoàcids. Als últims 7 de la porció del C terminal se'ls considera comuns a les bombesines i representen la porció biològicament activa, els primers, els del N-INICIAL poden ser modificats sense efecte biològic diferent del de la BN.
La BN té la següent seqüència de 14 aminoàcids: 
pGlu-Gln-Arg-Leu-Gly-Asn-Gln-Trp-Ala-Val-Gly-His-Leu-Met-CONH2
La mateixa seqüència d'aminoàcids es troba a l'estómac porcí, pulmons fetals, neurones del sistema nerviós central i al plexe intestinal mesentèric. A causa que la ranatensina i l'alitesina tenen seqüències similars a la BN produeixen els mateixos efectes farmacològics. La BN mostra una gran afinitat específica per als receptors del pèptid alliberador de la gastrina GRP-r, (GRPr, GRP-R, GRPR). Així mateix, es pot revertir el concepte i dir que els receptors del GRP presenten gran afinitat per la BN.
| Bombesina-27 | Ala-Pro-Val-Ser-Val-Gly-Gly-Gly-Thr-Val-Leu-Ala-Lis-Met-Tyr-Pro-Arg-Gly-Asn-His-Trp-Ala-Val-Gly-His-Leu-Met-NH2 |
| Bombesina-14 | Glu-Gln-Arg-Leu-Gly-Asn-Gln-Trp-Ala-Val-Gly-His-Leu-Met-NH2                                                     |

Els residus en negreta indiquen les regions homòlogues
La bombesina-27, també anomenada pèptid alliberador de gastrina, es va aïllar de l'intestí de porc; conté 27 residus d'aminoàcids i el seu fragment terminal C és gairebé idèntic al terminal C decapèptid de la bombesina-14 trobada a la pell de granota. Els estudis que utilitzen anticossos assenyalen que l'hipotàlem és la regió del cervell que té un contingut més ric, mentre que l'inmunoreactivitat més baixa en concentració o, fins i tot, absent és trobada al cerebel i medul·la espinal. Tanmateix s'ha aïllat a partir de la medul·la espinal, un pèptid similar a la bombesina que mostra una homologia considerable amb les seqüències N-TERMINAL de les bombesines; aquest pèptid ha estat designat com Neuromedina B. Conté 10 residus d'aminoàcids i posseeix moltes de les propietats de les bombesines.
Les accions perifèriques de la bombesina 14 i 27 recorden a les de l'angiotensina en les seves propietats vasoconstrictores i a les d'altres pèptids neuroactius (CCK, VIP) en l'estimulació de la secreció de molts enzims i hormones, tals com el glucagón, gastrina i amilasa pancreàtica, així com de l'hormona estimulant tiroide, de la prolactina i de l'hormona del creixement; de fet, la bombesina 27 sembla idèntica al pèptid alliberador de gastrina (Neuromedina C o Bombesina mamífer).

## Receptors de la bombesina
S'han identificat 4 tipus de receptors de bombesina:
- El receptor GRP, freqüentment expressat a tumors malignes.
- El receptor de la neuromedina B (NMB).
- Els receptors BB3 (BRS-3).
- El BB4.

Aquests dos últims amb afinitat major per a la BN que per al GRP.
S'ha establert que el GRP-r i el NMB-r determinen l'acció dels pèptids semblants a la BN en els mamífers. Tanmateix, només s'havia estudiat la farmacologia del GRP-r a causa de la falta d'un ligante apropiat.
Recentment s'ha informat que la BN marcada amb iode 125, la 125 I-[D Tyr6-beta-Ala11-Phe13-Nle14]-bombesina-(6-14) s'uneix amb gran afinitat a tots els receptors esmentats i és utilitzada per a estudis farmacològics i proves de tamizatge per a agonistes o antagonistes receptors de GRP/BN.
Els receptors del GRP s'expressen de manera abundant en diverses estirps de cèl·lules canceroses incloent les de càncer de pròstata, mama, cèl·lules petites o avenoides del pulmó, medul·lar de tiroide, melanoma, càncer gastrointestinal (duodenal, de còlon, gastrinomes) i algunes neoplàsies uterines i també a hipotàlem i hipòfisi.

### Relació de la bombesina amb els tumors
S'ha demostrat que els tumors induïts en ratolins atímics amb la línia cel·lular PC-3 de càncer humà de pròstata es redueixen notablement amb l'administració d'antagonistes de BN Stangelberger. A més, l'efecte del GRP sobre la regulació de l'angiogènesi i perfusió vascular a tumors induïts de carcinoma renal en ratolins atímics va portar a la conclusió de què l'expressió dels GRP-r no només estimula la proliferació de les cèl·lules tumorals sinó que també afecta la microcirculació.
L'agonista GRP/BN és introduït a l'interior de la cèl·lula una vegada que s'ha unit als seus receptors de membrana. Aquests receptors són reciclats o degradats mentre que el GRP/BN roman en l'espai perinuclear.
Per tant, la BN conjugada a la 2-pirrolino-doxorubicina, (AN-215), un agent citotòxic per a quimioteràpia dirigida que injectada a ratolins nus amb tumors induïts de pròstata humana, ha produït resultats satisfactoris en el tractament d'aquest càncer. Així mateix, la BN radiomarcada romandrà en el teixit diana o "blanc" per llargs períodes donant com a resultat una acumulació de la radioactivitat en teixits rics en receptors GRP positius (GRP-r+), sense gaire mal a les cèl·lules i teixits circumdants.

#### Estudi: Receptors de bombesina i tumors
En un estudi molt complet Reubi i col. van analitzar els subtipus de receptors de BN a 161 tumors cancerosos humans per mitjà d'una BN marcada amb iode 125, la 125I-[D-Tyr6,beta-Ala11,Phe13Nle14]bombesina(6-14) que identifica els 4 subtipus de receptors.
El receptor expressat de manera predominant a cada un dels tumors es va determinar in vitro amb estudis d'unió a cèl·lules (provinents dels tumors resecats o de biòpsies) i desplaçament per competència entre el receptor/lligant radioactiu per GRP, BN, NMB i del lligant no radioactiu [D-Tyr6, beta-Ala11,Phe13Nle14]bombesina(6-14).
Van trobar que 12/12 tumors de pròstata, 41/57 tumors de mama i 5/5 gastrinomes expressaven predominantment GRP-r; quant a carcinoides: 11/24 intestinal, 1/26 bronquial i 1/1 carcinoide del tim presentaven receptors NMB; 9/26 carcinoides bronquials i 4/9 tumors de càncer pulmonar de cèl·lules petites expressaven de preferència, receptors BB3 i d'ells 3/9 també expressaven GRP-r. Igualment 6/16 carcinomes renals expressaven GRP-r i 4 d'ells també expressaven BB3-r. Finalment 2/10 sarcomes d'Ewing expressaven només BB3-r. Amb aquest primer estudi per mitjà de tècniques d'unió específica per detectar diferents receptors expressats a tumors Reubi i col. conclouen que aquests tumors poden ser diagnosticats i tractats amb anàlegs de la BN radiomarcats.
El lligant convencional 125 I-[Tyr4]bombesina mostra resultats similars amb la BN no marcada, quant a afinitat i al nombre de receptors a qui s'uneix. Al substituir el iode 125 per radionucleics emissors de radiacions gamma i beta positius i negatius (99 mTc, 111 In, 64Cu, 131 I, 188Re, 177 Lu, 149 Pr, 153Sm) s'obtenen radiofàrmacs específics anàlegs de BN utilitzats en medicina nuclear pel diagnòstic i/o teràpia de tumors GRP-r-positivos.
Per a finalitats diagnòstiques, el Tecneci-99m continua sent el radionucleic preferit per les seves característiques radionucleídiques com són la vida mitjana de 6 hores, 85% d'emissions de gamma monoenergètiques de 0.140 MeV, de manera fàcilment assequible i fàcilment detectat amb els equips de medicina nuclear actuals. En el cas del marcat amb Tecneci-99 m en forma de pertecneciat (99mTc(VII)O4-) es redueix a nombre d'oxidació sota 99mTc(V), 99mTc(IV), 99mTc(I) prèviament a la unió amb lligants específics.

##### Tipus de marcats
Pel marcat de BN es conserva íntegra la porció del C-TERMINAL, que és la porció bioactiva, i es formen homòlegs per mitjà de modificacions en l'extrem-N, com són l'augment, disminució, substitució d'aminoàcids i/o l'addició de molècules lligants del radionucleic.
Una estratègia de marcat amb radionucleics és l'ús de lligants quelants bifuncionals (BFCAs) que enllacen, a manera d'un pont, l'extrem N-INICIAL amb el radionucleic. Algunes molècules d'aquest tipus són el ditia-difosfina unida al tecneci. El 99mTc(V)-P2S2-COOH (àcid 6,8-bis[3-(bis(hidrometil)fosfanil)propil-sulfanil]-octanoic) s'acobla a la Bn.
Una tècnica més complicada consisteix a marcar el tricarbonil amb Tecneci i el [99mTc(1)(OH2)CO3]+ es fa reaccionar amb l'agent quelant bifuncional àcid 2-picolilamina-N,N' -diacètic (PADA) que s'uneix a la BN intercalant àcid 5-aminovalérico (AVA) com a espaiador [99mTc(1)-PADA-AVA] bombesina(7-14).
Una altra estratègia de marcat és la de sintetitzar el pèptid conjugat a una molècula que pugui unir directament al radionucleic. En la síntesi del pentadecapèptid Cys-Aca-bombesina l'extrem-N es va modificar substituint l'àcid piroglutàmic inicial per Cys-Aca, (Aca= àcid 6-aminohexanoic) i el conjugat es marca fàcilment amb 99mTc/188Re formant un complex estable i amb activitat biològica idèntica a la de la BN.
El nou anàleg Lys3-BN s'ha conjugat amb HYNIC/EDDA i liofilitzat per marcar amb 99mTc fàcilment i ràpidament i en un sol pas. El radiofàrmac 99mTc-EDDA/Hynic-[Lys3]BBN-EDDA/Hynic-[Lys3]BBN és estable i d'alta puresa radioquímica.
L'estructura del lligant, calculada per mecànica molecular i per càlculs mecànic-quàntics, es representa com a:

##### Molècules d'unió utilitzades
En la síntesi peptídica s'han utilitzat freqüentment molècules que es conjuguen a la BN i que ofereixen estabilitat termodinàmica alta sense interferir amb l'estereoespecificitat del C-TERMINAL de la BN: HYNIC (6-hidrazino nicotinamida) unit a algun o alguns dels següents col·ligants: EDDA (àcid etilendiamino-diacètic), tricina (N-[2-hidroxi-1,1-bis(hidroxymetil)etil]glicina), NA (àcid nicotínic) o bé, tricina/EDDA, o tricina/NA.
Per a la unió dels lantànids amb la BN calen lligants voluminosos, multidentats com el DTPA (àcid etilidentriaminopentacètic) o macrocíclics com el DOTA (àcid 1,4,7,10-tetraazaciclododecà-N,N',N',N'´-tetraacètic) que estabilitzin al radiolantànit i s'eviti la transquelació in vivo amb proteïnes sèriques.

##### Conclusions de l'estudi
Segons Scopolinaro el resultat d'estudis amb diferents anàlegs de BN radiomarcada en més de 50 pacients s'ha informat en congressos i en revistes científiques per diferents investigadors. Entre els casos diagnosticats són pacients amb càncer de mama, colorectal i de pròstata, amb l'avantatge, en aquest últim cas, que s'ha detectat invasió tumoral a ganglis limfàtics pèlvians i captació en llit prostàtic.
Els anàlegs de GRP/BN són, actualment, de gran interès a causa que els seus receptors es troben en abundància a la superfície cel·lular de gran nombre de tumors i els radiofàrmacs-BN han tingut gran èxit en la localització de diversos processos oncològics.
En un futur pròxim s'esperen resultats satisfactoris sobre el seu ús en radiopeptidoteràpia.